# Mount Washburn
Der Mount Washburn ist ein 3122 m hoher Berg  im Yellowstone-Nationalpark.  

## Lage
Der Mount Washburn befindet sich etwa 10 km nördlich von Canyon Village und 20 km südlich von Tower-Roosevelt, östlich über dem Dunraven-Pass. Sein Gipfel kann über mehrere Wanderwege aus verschiedenen Richtungen erreicht werden.

## Geologie
Mit 3122 m ist er der siebthöchste Berg der Gallatin Range. Der Gipfel liegt auf dem Rand der Yellowstone Caldera. Der Mount Washburn ist damit ein Überbleibsel des einstigen Absaroka-Vulkans und wurde vor rund 50 Millionen Jahren gebildet.

## Geschichte
Der Berg wurde erstmals 1870 durch die Washburn-Langford-Doane-Expedition beschrieben. Nach Henry Dana Washburn, dem Leiter dieser ersten systematischen Expedition in das Yellowstone-Gebiet wurde er auch benannt.
Aufgrund seiner exponierten Lage entwickelte er sich bald nach Gründung des Nationalparks zum beliebten Ausflugsziel. Auf seinem Gipfel wurde auch ein Gebäude errichtet, das als Beobachtungsposten für Waldbrände dient. Zu Zeiten des New Deal entstand 1939–40 im Rahmen des Civilian Conservation Corps das heutige Gebäude. In dessen Erdgeschoss befindet sich heute ein kleines Besucherzentrum mit Informationen über Geologie und Ökologie der Gegend, darüber eine öffentlich zugängliche Aussichtsplattform. Die oberen Stockwerke sind nach wie vor ein in der Waldbrandsaison  rund um die Uhr besetzter Feuer-Beobachtungsposten.